# Serico Producing Company
Serico Producing Company foi um estúdio cinematográfico estadunidense, localizado em Wilkes-Barre, na Pensilvânia, dos primeiros tempos da indústria cinematográfica, na era do cinema mudo. Produziu um único filme, o seriado em 15 capítulos “A Woman in Grey”, em 1920, e em seguida, saiu da indústria do cinema. O estúdio que a Serico ocupara tinha sido a falida empresa United States Moving Picture Company.